# Cynégétiques (Némésien)
Pour les articles homonymes, voir Cynégétique (homonymie).
Les Cynégétiques (Cynegetica en latin) sont un poème didactique sur l'art de la chasse. Œuvre du poète Némésien, il subsiste sous une forme incomplète qui représente 325 hexamètres dactyliques. Son allusion aux « fils du divin Carus » implique qu'il a été rédigé entre la mort de cet empereur, en 283, et celle de son fils Numérien, en 284.
Ce texte décrit plusieurs races de chiens de chasse et de chevaux, ainsi qu'une partie de l'équipement nécessaire à la chasse (filets, pièges). Il s'interrompt au moment de décrire la partie de chasse proprement dite.